# Griptonite Games
Griptonite Games foi uma empresa americana de desenvolvimento de jogos eletrônicos com sede em Kirkland, Washington. Ela era parte integrante da sociedade Foundation 9 Entertainment, e era anteriormente conhecido como Amaze Entertainment, agora está integrada na Glu Mobile, a empresa foi fechada em 2017.